# 鮭魚灣大橋
鮭魚灣大橋（英語：Salmon Bay Bridge），又称4号桥（英語：Bridge No. 4），是一座位於西雅圖的單葉上開橋，BNSF鐵路從大橋跨越鲑鱼湾，並连接木蘭區、因特灣與巴拉德區。大桥位于准将公园以西。大橋所承載的BNSF鐵路的主綫，北行往埃弗里特，南行往国王街站和西雅图工业区。
鲑鱼湾大桥位於巴拉德船閘以西，是最后一座在华盛顿湖运河形成普吉特海湾以前建成並跨越運河的大橋。大橋在1914年由大北部铁路興建，橋長61米（200英尺），並擁有两条轨道。
BNSF鐵路最初計劃用一座新的垂直升降橋取代鮭魚灣大橋，但在與當地社區協商後選擇修復現有橋樑的故障部件。

## 圖冊

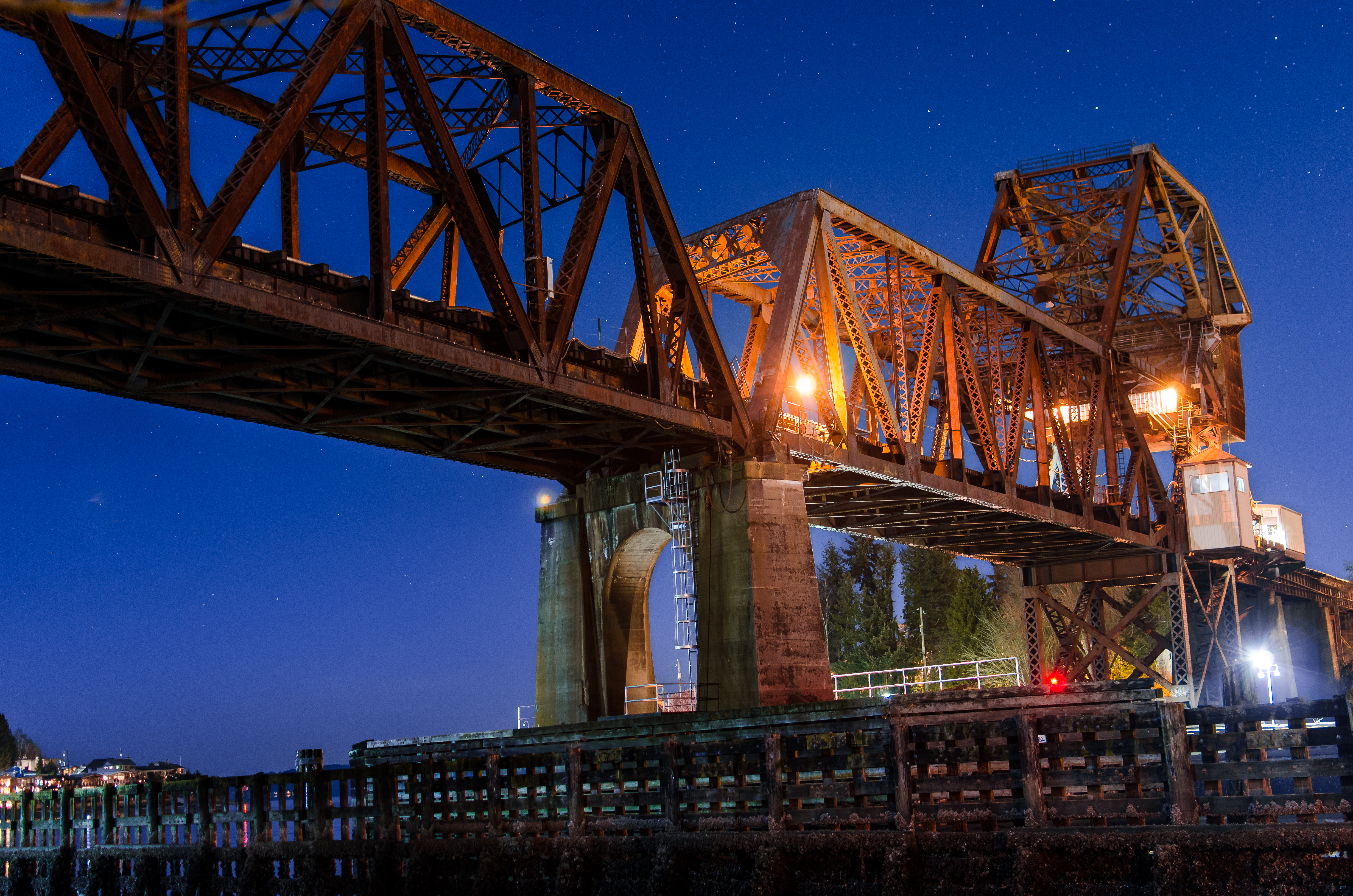
夜間的鲑鱼湾大桥
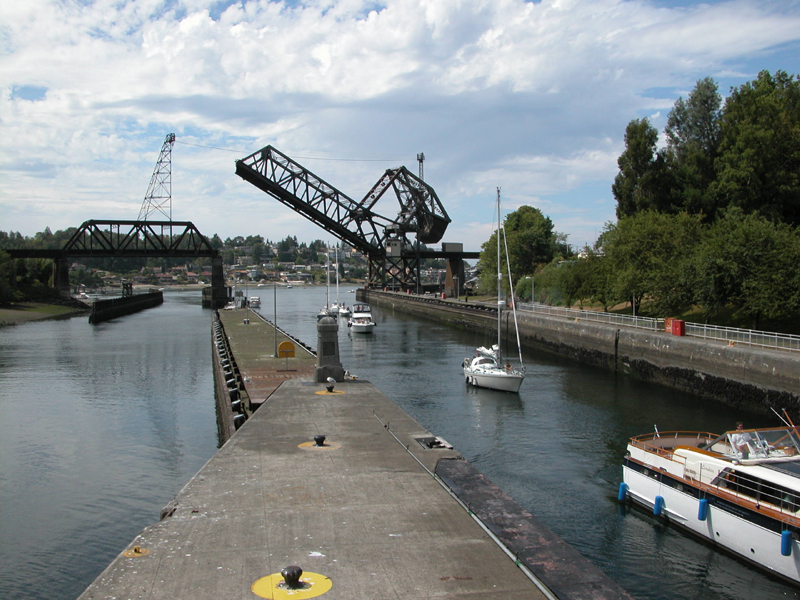
由巴拉德船閘（英语：Ballard Locks）望向鲑鱼湾大桥
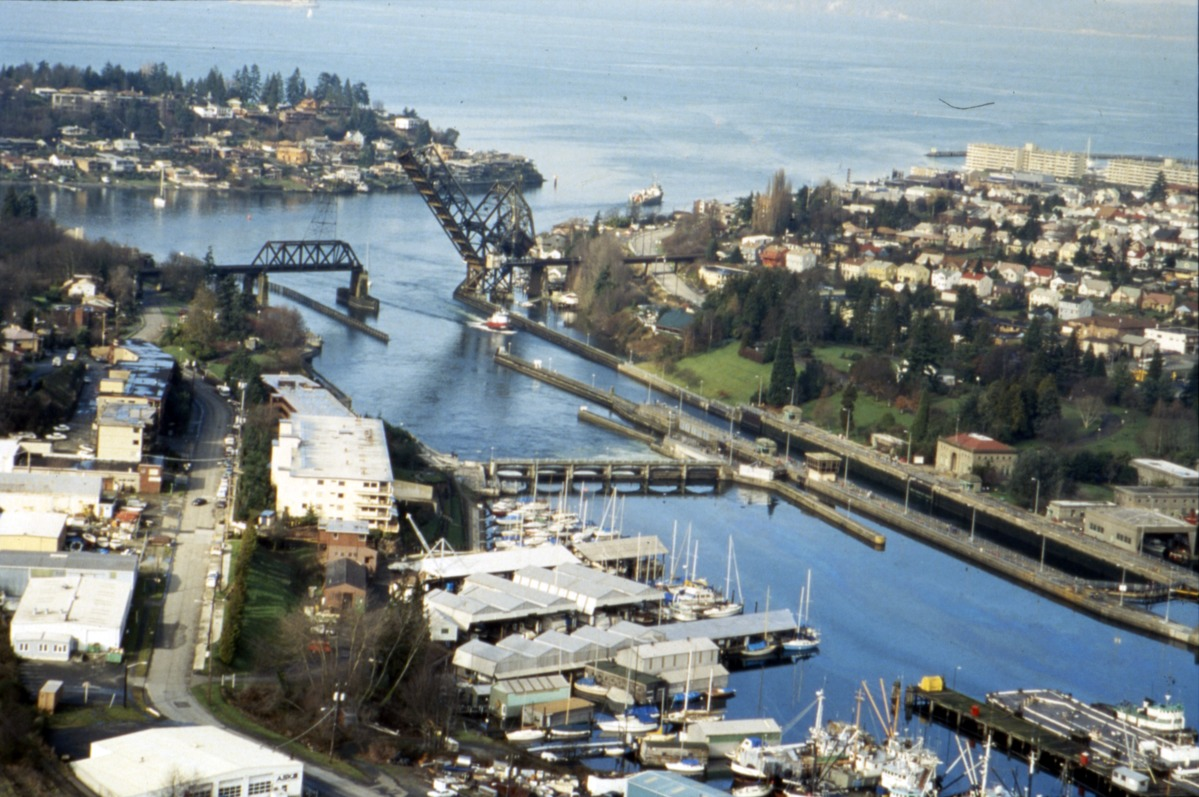
由上空望向鲑鱼湾大桥
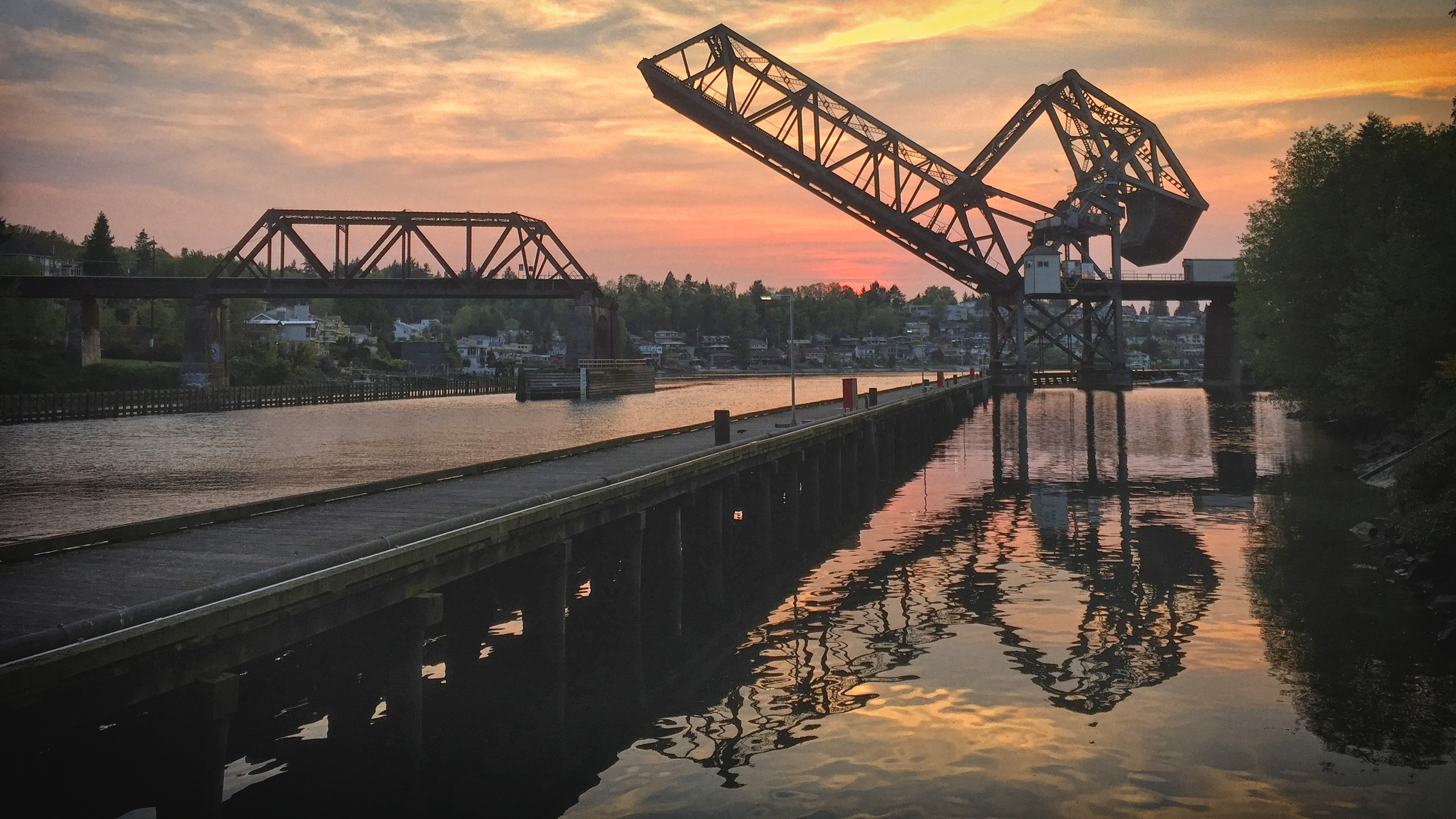
在黄昏时由巴拉德船閘望向鲑鱼湾大桥

## 外部連結
- 格雷格·皮尔斯有關大桥的文章 （页面存档备份，存于）